# Gary Brabin
‎
Gary Brabin, angleški nogometaš in trener, * 9. december 1970, Liverpool, Anglija, Združeno kraljestvo.
Brabin je nekdanji vezni igralec in trener.